# Londoner Sechsmächtekonferenz
Die Londoner Sechsmächtekonferenz war eine Außenministerkonferenz der drei westlichen Besatzungsmächte Deutschlands sowie der Benelux-Staaten als direkten Nachbarn Westdeutschlands, auf der der Weg zur Gründung der Bundesrepublik Deutschland geebnet wurde. Eine Einladung an die Sowjetunion erging nicht. Die Ergebnisse der Konferenz gingen an die sechs Regierungen der beteiligten Staaten und wurden als Londoner Empfehlungen bekannt.

## Geschichte
Die Sechsmächtekonferenz dauerte vom 23. Februar bis zum 2. Juni 1948. Sie bestand dabei aus zwei Sitzungsperioden. Die erste begann am 23. Februar im alten India Office und endete am 6. März. Die zweite begann am 20. April und endete am 2. Juni. Auch der Militärgouverneur der amerikanischen Besatzungszone Lucius D. Clay nahm an der Konferenz teil. Eine Einladung an die Sowjetunion erging nicht mehr. Auf dem vorangegangenen fünften Treffen des Rats der Außenminister der vier Hauptsiegermächte in London vom 25. November bis zum 12. Dezember 1947 war dessen fünfter und letzter Versuch gescheitert, Einigkeit der westlichen und der sowjetischen Vorstellungen zur Deutschlandpolitik herzustellen.
Ziel der Konferenz war es, die Grundlage für die Beteiligung eines demokratischen Deutschlands an der Völkergemeinschaft zu schaffen, das heißt vor allem, auf dem Gebiet der drei westlichen Besatzungszonen einen föderalistischen, demokratischen deutschen Staat zu gründen.
Die Sowjetunion protestierte in einer Note bereits am 13. Februar 1948 gegen die Durchführung der Konferenz. Am 23. Februar wurde durch den Botschafter der Tschechoslowakei in Großbritannien, Bohuslav G. Kratochvíl, die Prager Erklärung übergeben. Darin forderten die Außenminister Polens, der Tschechoslowakei und Jugoslawiens eine Beteiligung an den kommenden Deutschlandbesprechungen. Sie verwiesen darauf, dass die Londoner Konferenz im Widerspruch zum Potsdamer Abkommen stehe. Die Westmächte antworteten Ende Februar und verwiesen darauf, dass das Abkommen die Möglichkeit zur Beratung mehrerer Besatzungsmächte über Fragen von gemeinsamem Interesse nicht ausschließe. In der amerikanischen und britischen Note wurde der Sowjetunion vorgeworfen, den Grundsatz der Wirtschaftseinheit Deutschlands nicht beachtet zu haben. Die französische Regierung erklärte, nicht an die Potsdamer Beschlüsse gebunden zu sein, an deren Zustandekommen sie nicht beteiligt war.
Aus der Konferenz gingen die drei Frankfurter Dokumente an die obersten Repräsentanten der Westzonen hervor, die Ministerpräsidenten der damaligen neun Länder und die Bürgermeister von Bremen und Hamburg. Diese wurden darin beauftragt, bis zum 1. September 1948 eine Verfassunggebende Versammlung einzuberufen, die eine Verfassung für einen zu gründenden Weststaat erarbeiten sollte. Außerdem sollten die Ministerpräsidenten über die Grenzen ihrer Länder beraten und gegebenenfalls Änderungswünsche formulieren. Schließlich ging es um Leitsätze für ein Besatzungsstatut, das die Beziehungen zwischen einer künftigen deutschen Regierung und den Drei Mächten regeln würde. Außerdem wurden auf der Konferenz die Londoner Empfehlungen an die sechs eigenen Regierungen formuliert.
Frankreich ging es in der rüstungspolitisch wichtigen Ruhrfrage darum, vor Deutschland „endgültig sicher“ zu sein; es verfolgte „eine Politik der harten Hand, die zuvörderst darauf abzielte, das Rheinland vom übrigen Deutschland abzutrennen und die Ruhr der Kontrolle einer internationalen Behörde zu unterstellen.“ De Gaulle hatte bereits am 5. Februar 1945 in einer Rundfunkrede dieses Ziel bekanntgegeben; der französische Außenminister Georges Bidault hatte es im Einvernehmen mit Vincent Auriol (französischer Staatspräsident) und Ministerpräsident Robert Schuman weiter verfolgt. Frankreich stimmte schließlich dank der Bemühungen der Vereinigten Staaten von Amerika und Großbritanniens dem Zusammenschluss der drei westlichen Besatzungszonen zur Trizone zu. Im Gegenzug wurde zugesichert, dass das Saarland von der französischen Besatzungszone abgetrennt und wirtschaftlich an Frankreich angeschlossen werden könne. Zur Kontrolle über die Verteilung der Kohle-, Koks- und Stahlproduktion des Ruhrgebiets werde eine internationale Behörde errichtet.
Die französische Nationalversammlung ratifizierte die Londoner Empfehlungen wegen starker Kritik nur mit knapper Mehrheit. Im Verlauf der folgenden Kabinettskrise musste Schuman vom Amt des Ministerpräsidenten zurücktreten und wurde Außenminister.
Nach dem Historiker Henning Köhler stehen die Londoner Empfehlungen in der Geschichte einzigartig da: Während in allen anderen Fällen Völker, deren Staatsgebiet von einer fremden Macht besetzt war, mühsam Mitspracherechte und Eigenstaatlichkeit erkämpfen müssen, erging hier eine „schroffe Aufforderung der Besatzungsmächte […], gefälligst einen Staat zu gründen“, und das in einer Situation, in der niemand aus der betroffenen Bevölkerung eine entsprechende Forderung gestellt hatte. Sie wäre allgemein als Forderung nach einer Spaltung Deutschlands verurteilt worden.
Weil die Ministerpräsidenten den Anschein einer Spaltung Deutschlands vermeiden wollten, wurde keine verfassungsgebende Versammlung gewählt, sondern ein Parlamentarischer Rat. Dessen Zusammensetzung wurde nicht durch allgemeine Wahlen bestimmt, sondern seine Mitglieder wurden von den Länderparlamenten gewählt. Das Ergebnis durfte auch nicht Verfassung heißen, sondern Grundgesetz für die Bundesrepublik Deutschland. Mit all diesen Bestimmungen wurde betont, dass die Bundesrepublik, die damit gegründet wurde, nur ein Provisorium darstellte. Es bestand 41 Jahre bis zur deutschen Wiedervereinigung 1990.